# ريان كيرستن
ريان كيرستن (بالإنجليزية: Ryan Kersten)‏ هو لاعب كرة سلة أسترالي.